# خط طول 139° شرق
خط طول 139° شرق هو أحد خطوط الطول الجغرافية، والتي تمتد من القطب الشمالي الجغرافي إلى القطب الجنوبي الجغرافي، وحسب التحويل الزمني يتقدم خط طول 139° شرق عن خط غرينتش بـ9 ساعات و16 دقيقة.

## من القطب إلى القطب
ينطلق خط طول 139° شرق من القطب الشمالي نحو القطب الجنوبي مرورا بالمناطق التي ترد في الجدول التالي:
| الإحداثيات                           | البلد أو الإقليم أو البحر | ملاحظات |
| ------------------------------------ | ------------------------- | --- |
| 90°0′N 139°0′E / 90.000°N 139.000°E  | المحيط المتجمد الشمالي    | |
| 76°12′N 139°0′E / 76.200°N 139.000°E | روسيا                     | ياقوتيا — جزيرة كوتيلني, جزر سيبيريا الجديدة |
| 74°39′N 139°0′E / 74.650°N 139.000°E | بحر لابتيف                | |
| 71°35′N 139°0′E / 71.583°N 139.000°E | روسيا                     | ياقوتيا خاباروفسك كراي — من 61°20′N 139°0′E / 61.333°N 139.000°E |
| 57°9′N 139°0′E / 57.150°N 139.000°E  | بحر أوخوتسك               | |
| 54°13′N 139°0′E / 54.217°N 139.000°E | روسيا                     | خاباروفسك كراي |
| 47°21′N 139°0′E / 47.350°N 139.000°E | بحر اليابان               | |
| 37°54′N 139°0′E / 37.900°N 139.000°E | اليابان                   | جزيرة هونشو — نييغاتا (محافظة) — غونما (محافظة) — من 36°59′N 139°0′E / 36.983°N 139.000°E — سايتاما (محافظة) — من 36°8′N 139°0′E / 36.133°N 139.000°E — طوكيو — من 35°53′N 139°0′E / 35.883°N 139.000°E — ياماناشي (محافظة) — من 35°45′N 139°0′E / 35.750°N 139.000°E — كاناغاوا (محافظة) — من 35°28′N 139°0′E / 35.467°N 139.000°E — شيزوؤكا (محافظة) — من 35°24′N 139°0′E / 35.400°N 139.000°E — Kanagawa Prefecture — من 35°17′N 139°0′E / 35.283°N 139.000°E — Shizuoka Prefecture — من 35°11′N 139°0′E / 35.183°N 139.000°E |
| 34°43′N 139°0′E / 34.717°N 139.000°E | المحيط الهادئ             | مرورا بغرب the جزيرة كوزوشيما, محافظة طوكيو [لغات أخرى]‏, اليابان (في 34°11′N 139°7′E / 34.183°N 139.117°E) |
| 1°58′S 139°0′E / 1.967°S 139.000°E   | إندونيسيا                 | جزر غينيا الجديدة, جزيرة يوس سودارسو و New Guinea again |
| 8°12′S 139°0′E / 8.200°S 139.000°E   | بحر آرافورا               | |
| 11°42′S 139°0′E / 11.700°S 139.000°E | خليج كاربنتاريا           | مرورا بغرب جزيرة مورنينغتون, أستراليا (في 16°38′N 139°9′E / 16.633°N 139.150°E) |
| 16°53′S 139°0′E / 16.883°S 139.000°E | أستراليا                  | كوينزلاند جنوب أستراليا — من 26°0′N 139°0′E / 26.000°N 139.000°E |
| 35°37′S 139°0′E / 35.617°S 139.000°E | المحيط الهندي             | Australian authorities consider this to be part of the المحيط الجنوبي[1][2] |
| 60°0′S 139°0′E / 60.000°S 139.000°E  | المحيط الجنوبي            | |
| 66°33′S 139°0′E / 66.550°S 139.000°E | القارة القطبية الجنوبية   | أرض أديلي, المطالب الإقليمية بالقارة القطبية الجنوبية by فرنسا |